# S4716
S4716 — это S-звезда, расположенная в центре галактики Млечный Путь, которая вращается вокруг сверхмассивной чёрной дыры Стрелец A* со скоростью 8000 километров в секунду и при максимальном приближении на 100 а.е.
По состоянию на июль 2022 года период обращения S4716 был самым коротким из известных среди всех звезд в галактике Млечный Путь, то есть это ближайший известный объект к сверхмассивной чёрной дыре.
Звезда обращается вокруг Стрелец A* за 4,0 года по эллиптической орбите с эксцентриситетом 0,75.
Максимальное сближение со Стрелец A* составляет 15 миллиардов километров (около расстояния до космического зонда «Вояджер-2» в 2022 году, или в три раза больше расстояния Нептуна от Солнца), а максимальное расстояние от Стрелец A* составляет 100 миллиардов километров. Звезду наблюдают с помощью NIRC2(Keck), OSIRIS(Keck), SINFONI(VLT), NACO(VLT) и GRAVITY(VLT).
Наблюдать звезды в центре галактики сложно, область рядом сильно закрыта пылью. До этого были известны другие близкие к СЧД звезды: S62, S0-102, S2.